# Erzeparchie Hajdúdorog
Die Erzeparchie Hajdúdorog (lateinisch Archidioecesis Haidudoroghensis) ist ein mit der römisch-katholischen Kirche uniertes griechisch-katholisches Erzbistum in Ungarn.

## Geschichte
Die griechisch-katholische Erzeparchie Hajdúdorog wurde am 8. Juni 1912 als Bistum Hajdúdorog errichtet. Die Stadt Hajdúdorog befindet sich im Komitat Hajdú-Bihar im Osten Ungarns.
Papst Franziskus erhob das Bistum am 20. März 2015 in den Rang einer Metropolie sui iuris für die byzantinischen Katholiken in Ungarn. Die Eparchien Miskolc und Nyíregyháza wurden der Erzeparchie als Suffragandiözesen unterstellt. Die Eparchie Nyíregyháza wurde mit gleichem Datum aus Gebietsabtretungen der Erzeparchie Hajdúdorog errichtet. Zum ersten Erzbischof wurde der bisherige Bischof Fülöp Kocsis ernannt.

## Ordinarien

### Bischöfe von Hajdúdorog
- 1913–1937: István Miklósy
- 1939–1972: Miklós Dudás (auch Apostolischer Administrator von Miskolc)
- 1975–1988: Imre Timkó (auch Apostolischer Administrator von Miskolc)
- 1988–2007: Szilárd Keresztes (auch Apostolischer Administrator von Miskolc)
- 2008–2015: Fülöp Kocsis (bis 2011 auch Apostolischer Administrator von Miskolc)

### Erzbischöfe von Hajdúdorog
- seit 2015: Fülöp Kocsis

Der Bischof von Hajdúdorog war bis 2011 auch Apostolischer Administrator von Miskolc.

## Gliederung
Die Erzeparchie besteht aus sieben Dekanaten:
- Dekanat Buda mit Pfarreien in Budaörs, Budapest, Érd, Esztergom, Győr, Halásztelek, Pomáz, Szigetszentmiklós, Szombathely und Tatabánya
- Dekanat Debrecen mit Pfarreien in Debrecen, Hajdúsámson und Hajdúszoboszló
- Dekanat Hajdúdorog mit Pfarreien in Hajdúböszörmény, Hajdúdorog, Hajdúnánás und Téglás
- Dekanat Nyíradony mit Pfarreien in Álmosd, Bagamér, Bedő, Berettyóújfalu, Fülöp, Hosszúpályi, Kokad, Létavértes, Nyírábrány, Nyíracsád, Nyíradony, Nyírmártonfalva und Pocsaj
- Dekanat Pécs mit Pfarreien in Dunaújváros, Pécs, Székesfehérvár und Veszprém
- Dekanat Pest mit Pfarreien in Budapest, Dunakeszi, Gödöllő, Gyál, Pécel und Vác
- Dekanat Szeged mit Pfarreien in Gyula, Jászberény, Kecskemét, Makó, Szeged und Szolnok